# Langonnet
Langonnet är en kommun i departementet Morbihan i regionen Bretagne i nordvästra Frankrike. Kommunen ligger i kantonen Gourin som tillhör arrondissementet Pontivy. År 2022 hade Langonnet 1 851 invånare.

## Befolkningsutveckling
Antalet invånare i kommunen Langonnet
| Referens: INSEE |